# Freedom (EP của Justin Bieber)
Freedom là đĩa đơn mở rộng (EP) thứ hai của ca sĩ người Canada Justin Bieber. Đây cũng là EP đầu tiên được Bieber phát hành kể từ My World (2009).  Nó được phát hành bất ngờ vào ngày 4 tháng 4 năm 2021, bởi Def Jam Recordings.  EP là phần tiếp theo của album phòng thu thứ sáu của Bieber Justice, được phát hành vài tuần trước ngày 19 tháng 3 năm 2021.  EP được lấy cảm hứng từ nhạc phúc âm. 

## Bối cảnh và bài hát
Freedom là một EP lấy cảm hứng từ nhạc phúc âm, là cách Bieber bày tỏ tình yêu của mình với Chúa khi anh bắt đầu hành trình tìm kiếm để hiểu rõ hơn về bản thân và quá khứ của mình thông qua lăng kính niềm tin tôn giáo của mình.    EP bắt đầu với ca khúc chủ đề cùng tên Freedom, mang âm hưởng của dòng nhạc Afrobeat, hợp tác với Beam.   Các bài hát tiếp theo, "All She Wrote" có sự góp mặt của Brandon Love và Chandler Moore và đoạn cắt R&B từ "We're in This Together", Bieber chuyển sang rap về sự nổi tiếng của anh ấy và "cần được giải thoát", với phần sau cốt truyện ám chỉ đến việc năm 2014, cảnh sát bất ngờ đột kích vào nhà của anh ta ở Los Angeles sau khi bị cáo buộc đã ném trứng vào nhà hàng xóm và kết thúc bằng lời cầu nguyện cho những người đang lắng nghe và gia đình của họ.     Ca khúc thứ tư, "Where You Go I Follow" có sự góp mặt của Moore, Pink Sweats và Judah Smith, Bieber hát về sự phục sinh của Chúa Giê-su.   Anh hợp tác cùng với Moore, Smith và Tori Kelly trong ca khúc thứ năm, "Where Do I Fit In", họ nhắc về Chúa Giê-su và tình yêu vô điều kiện của Ngài dành cho mọi người.   Ca khúc cuối cùng, "Afraid to Say" với sự góp giọng của Lauren Walters, chuyển hướng tập trung vào phần nhạc guitar hơn khi Bieber đã bày tỏ ý kiến về việc Văn hóa tẩy chay.  

## Sự đón nhận

### Những phản hồi
Halle Kiefer đã so sánh Freedom với album phòng thu thứ sáu của Bieber, Justice, nói rằng cả hai đều thấy anh ấy "đang suy ngẫm về trạng thái tồn tại và tinh thần của sự tồn tại của mình".  Emlyn Travis, viết cho MTV News, cho rằng EP Freedom đã "giúp Bieber định nghĩa lại bản thân và định hướng cho tương lai của mình".  Tomás Mier từ People đã viết rằng "Bieber đang truyền tải tâm hồn của mình thông qua bài hát".  Brad Wheeler của The Globe and Mail cho rằng EP có hơi hướng "trần tục" và nó được coi là "chỉ quan tâm tới chính mình", đồng thời nói thêm, "Anh ấy không phục vụ ai đó - anh ấy đang phục vụ chính mình." 

### Giải thưởng
| Xuất bản                    | Giải thưởng             | Thứ hạng | Ref.   |
| --------------------------- | ----------------------- | -------- | ------ |
| 365 Days of Inspiring Media | 25 EP hàng đầu năm 2021 | 21       | [ 11 ] |
| Louder Than The Music       | Giải Album LTTM 2021    | 2        | [ 12 ] |

## Hiệu suất thương mại
Freedom ra mắt ở vị trí thứ 172 trên bảng xếp hạng Billboard 200 của Hoa Kỳ. EP đã được bán ra hơn 7.000 đơn vị album tương đương trong chưa đầy năm ngày trong tuần theo dõi đầu tiên.  Đây là bài hát đầu tiên của Bieber có mặt trên bảng xếp hạng Top Christian Albums, ra mắt ở vị trí thứ ba trong tuần của ngày 17 tháng 4 năm 2021.  Tất cả sáu bài hát của EP đồng thời lọt vào bảng xếp hạng Hot Christian Songs, cũng trở thành lần góp mặt đầu tiên Bieber ở đó. 

## Danh sách bài hát
| Freedom track listing | Freedom track listing                                                       | Freedom track listing                                                                                     | Freedom track listing |
| STT                   | Nhan đề                                                                     | Sáng tác                                                                                                  | Thời lượng            |
| --------------------- | --------------------------------------------------------------------------- | --- | --------------------- |
| 1.                    | "Freedom" (với Beam)                                                        | Justin Bieber Tyshane Thompson Jordan Douglas Matthew Samuels Anderson Hernandez Jun Ha Kim Miloš Angelov | 2:45                  |
| 2.                    | "All She Wrote" (feat. Brandon Love và Chandler Moore)                      | Bieber Brandon Burke Chandler Moore Sean Momberger Samuels Hernandez Leigh Elliott Gerald Levert          | 3:54                  |
| 3.                    | "We're in This Together"                                                    | Bieber Nima Jahanbin Paimon Jahanbin Federico Vindver Jose Velazquez Isaiah Johnson                       | 3:01                  |
| 4.                    | "Where You Go I Follow" (feat. Pink Sweats, Chandler Moore, và Judah Smith) | Bieber David Bowden Judah Smith Jonathan Gateretse Lenard Ishmael Luigi Tiano O'Necean Gordon Tarik Henry | 3:32                  |
| 5.                    | "Where Do I Fit In" (feat. Tori Kelly, Chandler Moore, và Judah Smith)      | Bieber Tori Kelly Moore Smith Gateretse Ishmael Tiano Gordon Henry                                        | 4:46                  |
| 6.                    | "Afraid to Say" (feat. Lauren Walters)                                      | Bieber Julian McGuire                                                                                     | 4:22                  |
| Tổng thời lượng:      | Tổng thời lượng:                                                            | Tổng thời lượng:                                                                                          | 22:20                 |

## Các nhà sản xuất
- Boi-1da – nhà sản xuất (bài số 1, 2)
- Vinylz – nhà sản xuất (bài số 1, 2)
- Goatsmans – nhà sản xuất (bài số 4, 5)
- Cvre – nhà sản xuất (bài số 1)
- Sean Momberger – nhà sản xuất (bài số 2)
- Lee Major – nhà sản xuất (bài số 2)
- Wallis Lane – nhà sản xuất (bài số 3)
- Vindver – nhà sản xuất (bài số 3)
- Justin Bieber – nhà sản xuất (bài số 6)
- Don Mills – nhà sản xuất phụ (bài số 1)
- DJ Alizay – nhà sản xuất phụ (bài số 3)
- Angel Lopez – đồng sản xuất (bài số 3)
- JulesTheWulf – đồng sản xuất (bài số 6)

## Xếp hạng
| Chart (2021)                        | Peak position |
| ----------------------------------- | ------------- |
| Album Bỉ (Ultratop Vlaanderen)      | 147           |
| Album Thụy Sĩ (Schweizer Hitparade) | 69            |
| UK Christian & Gospel Albums (OCC)  | 3             |
| Album Hoa Kỳ Billboard 200          | 172           |
| Album Hoa Kỳ Christian (Billboard)  | 3             |

| Chart (2021)                    | Position |
| ------------------------------- | -------- |
| US Christian Albums (Billboard) | 71       |